# Spinus crassirostris
El jilguero piquigrueso o cabecita negra picudo (Spinus crassirostris) es una especie de ave paseriforme de la familia Fringillidae propia de las montañas de América del Sur.

## Distribución y hábitat
Se encuentra en los Andes de Argentina, Bolivia, Chile, Uruguay y Perú.
Sus hábitats naturales son los bosques húmedos tropicales de montaña y los matorrales de gran altitud.